# 後紅里
後紅里是中華民國高雄市岡山區的一個里，位於岡山區中南部，北以岡燕路和碧紅里爲鄰，東，南和程香里接壤，西以已拆除的舊縱貫鐵路線和岡山里爲界。

## 沿革
本里設立於民國35年，包括頂後紅和下後紅兩聚落，民國71年行政區調整頂後紅另設「碧紅里」，因此本里主要聚落只有下後紅。下後紅本爲分布於舊縱貫鐵路東側的完整集村，因火車站東遷，鐵路和省道（中山南路）東移，因此將下後紅分割成疏離的兩部分，僅能以地下道相通。由於外環道路大德二路的開闢，使得岡山國中南側的農地在近二十年來幾乎全部變成住宅區，並且和程香里連成一片，是岡山地區新興的住宅區。此外，本里於2010年12月25日由「高雄縣岡山鎮後紅里」升格成「高雄市岡山區後紅里」。民國112年10月底本里戶數1,876戶，人口數4,816人。

## 歷史
兩個聚落起源於平埔族的番社，再逐漸轉變成以漢人混居的民社，「後紅」的平埔族語意為靠溪的聚落。明永曆18年（1664）繪製的「臺灣軍備圖」中，已標示有「後紅仔民社」，再根據高拱乾1696年撰寫的《臺灣府志·卷一封域志》沿革條所述，推論應爲今日岡山鎮的後紅里。岡山人所稱的「後紅仔」狹義指今日的岡燕路以南的後紅里範圍，也就是《鳳山縣采訪冊》所載的「下後紅」。
下後紅的庄廟爲祀奉雷元帥的雷王府，位於岡山國中側門，原廟朝向爲西，後來才改爲向東。雷元帥和程香的庭元帥皆爲平定安史之亂的歷史人物，也就是清朝時劉永福的淮軍信仰守護神，因此本地和程香一樣應爲源起平埔族，繼爲「官庄」開墾的聚落。
下後紅原以舊縱貫鐵路和岡山里分界，但由於岡山新火車站東遷，鐵路路線東移，將原來的下後紅聚落分為站前和站後東西二部分。自頂後紅（碧紅里）到後紅里一鄰主要爲余姓，人數約佔後紅一半左右，此外石姓自石螺潭移入，李姓爲余招贅而衍生者，郭姓爲在地人，多分布在後紅路以東的雷王府附近。

## 外部連結
- 後紅里社區基本資料 （页面存档备份，存于）
- 高雄市政府民政局 （页面存档备份，存于）